# Фельдман, Александр Борисович
Александр Борисович Фельдман (укр. Олександр Борисович Фельдман; род. 6 января 1960, Харьков, УССР, СССР) — украинский политический и общественный деятель, бизнесмен и миллионер еврейского происхождения. Народный депутат Украины IV, V, VI, VII, VIII и IX созывов. 
Один из самых влиятельных людей в Харькове.
В 2013 году вошёл в рейтинг ста самых богатых украинцев украинского журнала «Forbes», заняв 35 место (287 млн долл.).

## Биография
Еврей.
Женат, есть два сына и внук Давид (2008 г. р.).
Окончил Харьковский национальный университет им. В. Н. Каразина (2002), экономист.
В 1978—1980 годах проходил службу в рядах Советской Армии в войсках ПВО в Прикарпатском военном округе в городе Стрый под Львовом, рядовым в должности водителя. Трудовую деятельность начал в 1981 году в Харькове водителем АТП. Вспоминал: «Когда мне был 21 год, я с женой ездил охранять сады и сам торговал на Сумском рынке яблоками, как и на Конном, и на Благбазе. И не понаслышке знаю, что такое торговать на рынке, что такое вставать в 5 утра, что такое простоять целый день на ногах, что такое дует, что такое сыро». С 1991 года директор, с 1994 года президент, с 2002 года почётный президент АО «Концерн АВЭК и Ко». В соответствии с нормами украинского законодательства в 2002 году после победы на выборах А. Фельдман передал управление концерном управляющей команде. В 2017 году инвестор Алексей Чернышов выкупил долю в концерне, став управляющим партнером и акционером АВЭКа.
В 1997 году по инициативе Александра Фельдмана был создан одноимённый харьковский городской благотворительный фонд, в 2007 году преобразованный в Международный благотворительный «Фонд Александра Фельдмана».
В 1998—2002 годах депутат Харьковского городского совета 23-го созыва.

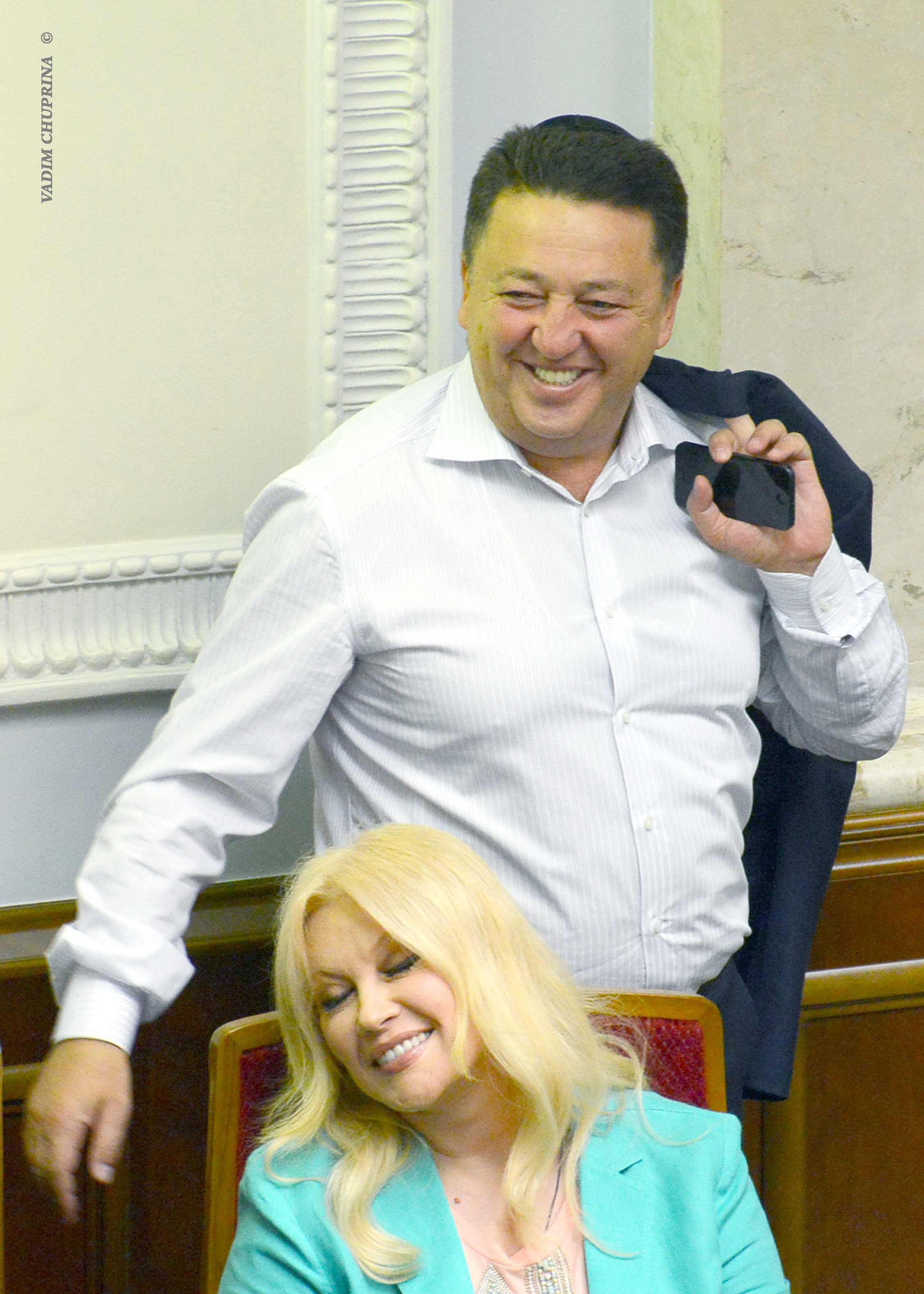
Верховная рада Украины

С января 2001 года по январь 2004 года президент, почётный президент ФК «Металлист».
На президентских выборах 2004 года был доверенным лицом кандидата Виктора Януковича.
В 2002 году впервые был избран народным депутатом Украины — по одномандатному округу в Харьковской области как беспартийный самовыдвиженец. C 2005 г. стал членом фракции БЮТ. Рассказывал, что сначала хотел перейти к СПУ, но его не взяли. В марте 2006 года избран народным депутатом Украины V созыва от БЮТ (прошёл под № 43 списка), вошёл в фракцию блока. В сентябре 2007 года избран народным депутатом Украины VI созыва от БЮТ (прошёл под № 43 списка), входил в фракцию блока, с марта 2011 года член фракции ПР. Нардеп 7 созыва от ПР, входил в фракцию. Нардеп 8 созыва, избран по округу в Харьковской области, беспартийный самовыдвиженец. В текущем парламенте входит в парламентскую группу «Воля народа».
В 2005—2011 годах  член ВО «Батьківщина», до 2010 года возглавлял её харьковскую облорганизацию. По собственным словам, до этого ни в одной партии не состоял, однако в армии безуспешно предпринимал попытку вступить в КПСС. С 2011 был членом Партии Регионов.
С 1997 года президент Еврейского фонда Украины. С 1999 года президент Ассоциации национально-культурных объединений Украины, в 2004 году поддержавшей кандидата на пост президента Украины В. Ф. Януковича.
В 2006 году избран вице-президентом международного совета еврейских парламентариев (en:International Council of Jewish Parliamentarians) — от стран СНГ и Евразии.
Является одним из основателей и представителей от Украины в «Организации сосуществования» (Coexistence trust), созданной в 2005 году. В 2006 году стал учредителем и главой правления Международного центра толерантности — фонда по защите прав человека и борьбе с проявлениями экстремизма, ксенофобии и политического радикализма.
В 2007 году стал членом Международного совета лидеров Центра Симона Визенталя (США) и членом британского Королевского Института международных отношений (Chatham House).
В 2008 году стал президентом «Украинского еврейского комитета».
Представляет Украину во «Всемирной межпарламентской коалиции по борьбе с антисемитизмом», основанной в 2009 году.  В октябре 2017 года стал членом правления международной организации "Религии за мир".
В 2011 году журнал «Фокус» оценил его состояние в $ 380 млн (№ 46 в рейтинге богатейших людей Украины).
В 2013 году основал крупный частный зоопарк в Дергачевском районе Харьковской области «Фельдман-Экопарк». Зоопарк значительно пострадал в результате вторжения России на Украину в 2022 году.
В 2013 году А. Фельдман был удостоен звания «Почётный гражданин города Харькова».
Ныне сопредседатель политической силы «Наш край».
В 2017 году избран членом правления международной организации «Религии за мир» — пацифистской организации со штаб-квартирой в Нью-Йорке, которая имеет консультативный статус при ЮНЕСКО, ЮНИСЕФ и Экономическом и социальном совете при ООН.
С 2018 года —  президент Всемирного открытого фонда реабилитации и реинтродукции животных (WOFARR).
Владеет собранием живописи, скульптуры и графики и периодически устраивает выставки.
Известный коллекционер изделий японского искусства. 
25 декабря 2018 года включён в список граждан Украины, против которых введены российские санкции.

## Награды
- 1999 — Золотой орден Николая Чудотворца «За приумножение добра на Земле»[6]
- 2000 — Ордена УПЦ «Рождество Христово 2000» и Преподобного Нестора Летописца[6]
- 2002 — Орден «За заслуги» ІІІ степени[6]
- 2003 — Специальная медаль Французской Республики «За преданность делу защиты прав человека»[6]
- 2003 — Почётная грамота Кабинета Министров Украины[6]
- 2004 — Орден «За заслуги» ІІ степени[6]
- 2007 — Орден «За заслуги» І степени[6]
- 2011 — орден князя Ярослава Мудрого V степени[21]
- 2013 — Почётный гражданин города Харькова.

В ноябре 2008 года за весомый личный вклад в развитие межконфессионального диалога Патриарх Иерусалимский Феофил III наградил А. Фельдмана орденом Живоносного Гроба Господня «Большой крест Святогробского братства».